# تشابه بلوري (علم البلورات)

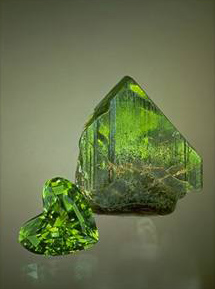

تساوي الشكل (أو التشابه البلوري) (بالإنجليزية: Isomorphism) هو مصطلح يُستخدم في علم البلورات عند وصف البلورات المتشابهة جداً في الشكل.
تاريخياً، كان شكل البلورات يُعرف عن طريق قياس الزوايا بين رؤوس البلورات باستخدام أداة مقياس للزوايا تشبه المنقلة تُدعى بالإنجليزية (Goniometer). في الاستخدام الحديث، البلورات المتساوية الشكل (أو المتشابهة الشكل) تنتمي إلى نفس الزمرة الفراغية.
تُعتبر الشبات، مثل KAl(SO4)2.12H2O، أحد سلاسل المركبات المتساوية الشكل (المتشابهة الشكل)، على الرغم من وجود ثلاث سلاسل من الشبات المتشابهة الشكل خارجياً ومختلفة قليلاً في الشكل الداخلي. العديد من أنواع الإسبينل (اللعل) تُعتبر أيضاً متساوية الشكل (متشابهة الشكل).
من أجل أن تتشكل البلورات المتساوية (المتشابهة) الشكل ، يجب على المادتين أن تملكان نفس التركيبة الكيميائية وينبغي أيضاً أن تحتويا على ذرات لديها خصائص كيميائية متناظرة ، فضلاً عن أن قياس هذه الذرات المتماثلة يجب أن يكون متشابه. هذه المتطلبات تضمن أن تكون القوى داخل وبين الجزيئات والأيونات متشابهة تقريباً مما يؤدي إلى البلورات التي تملك نفس البنية الداخلية.  